# Превц, Цене
Цене Превц (словен. Cene Prevc; род. 12 марта 1996, Крань) ― словенский прыгун с трамплина, серебряный призёр XXIV зимних Олимпийских игр в Пекине в командном соревновании.

## Биография
Родился 12 марта 1996 года в городе Крань, Словения.
У него есть два брата и две сестры. Оба его брата и одна из его сестер, также являются прыгунами Кубка мира по прыжкам с трамплина FIS. Его отец, владеющий мебельным бизнесом, является международным судьей по прыжкам с трамплина. 
18 февраля 2013 года Цене выиграл индивидуальную гонку на Европейском юношеском олимпийском зимнем фестивале 2013 года (EYOF), набрав в сумме 261,0 балла. С этой победой он пошел по пути своего брата Питера, который также выиграл индивидуальную гонку EYOF еще в 2009 году. Дебютировал на Кубке мира в сезоне 2013–14 в Планице.
Участвовал в зимних Олимпийских играх 2022 года в Пекине и выиграл серебряную медаль в командных соревнованиях по прыжкам с большого трамплина среди мужчин.
4 октября 2022 года объявил о завершении спортивной карьеры.